# ادوارد کرتیس
ادوارد کرتیس (به انگلیسی: Edward Curtiss) تدوین‌گر اهل ایالات متحدهٔ آمریکا بود که از دههٔ ۱۹۲۰ تا ۱۹۶۰ میلادی در سینمای آمریکا فعالیت می‌کرد.
کرتیس که گواهینامهٔ خلبانی داشت کارش را در صنعت سینما به‌عنوان بدل‌کار آغاز کرد و بعداً به تدوین روی آورد. او تدوین‌گر برخی فیلم‌های هاوارد هاکس از جمله صورت‌زخمی (۱۹۳۲) بوده‌است.

## فیلم‌شناسی
- جاده کوهستان (۱۹۶۰)
- نشانی از شر (۱۹۵۸)
- لباس پاره‌پوره (۱۹۵۷)
- آقای کوری (۱۹۵۷)
- ملاقات ابوت و کاستلو با پلیس‌های کیستون (۱۹۵۵)
- سپیده‌دم در سوکورو (۱۹۵۴)
- جانی دارک (۱۹۵۴)
- قمارباز میسیسیپی (۱۹۵۳)
- شاهزاده‌ای که دزد بود (۱۹۵۱)
- فت من (۱۹۵۱)
- وینچستر ۷۳ (۱۹۵۰)
- بیرون دیوار (۱۹۵۰)
- ملاقات ابوت و کاستلو با قاتل، بوریس کارلوف (۱۹۴۹)
- ورود غیرقانونی (۱۹۴۹)
- خوی حیوانی (۱۹۴۷)
- طنجه (۱۹۴۶)
- بالش مرگ (۱۹۴۵)
- زن سبزپوش (۱۹۴۵)
- خرابکار (۱۹۴۲)
- برج لندن (۱۹۳۹)
- بیا و بگیرش (۱۹۳۶)
- اسرار ادوین درود (۱۹۳۵)
- آرزوهای بزرگ (۱۹۳۴)
- چای تلخ ژنرال ین (۱۹۳۲)
- صورت‌زخمی (۱۹۳۲)
- شبح اپرا (۱۹۲۵)
- گوژپشت نتردام (۱۹۲۳)